# Itsy Bitsy Teenie Weenie Yellow Polkadot Bikini
Singles de Dalida
Les Enfants du Pirée
(1960) 24.000 baisers
(1961)
Singles de Johnny Hallyday
Souvenirs, Souvenirs
(3 juin 1960) Kili Watch
(24 novembre 1960)
Itsy Bitsy Teeny Weeny Yellow Polkadot Bikini est une chanson fantaisiste américaine racontant l'histoire d'une jeune fille timide hésitant à se montrer dans son nouveau bikini à pois à la plage. Elle a été écrite par Paul Vance et Lee Pockriss et a été interprétée en juin 1960 par Brian Hyland accompagné d'un orchestre dirigé par John Dixon.

## La chanson
La chanson comporte trois couplets :
1. la jeune fille n'ose quitter la cabine où elle vient de revêtir son bikini
2. elle se rend à la plage, mais reste assise sur le sable, enveloppée dans une couverture
3. elle se baigne finalement dans la mer, mais craint d'en ressortir et reste immergée dans l'eau, en dépit du fait qu'elle a « viré au bleu »

La voix d'une certaine Trudy Packer déclame « Deux, trois, quatre / Dis aux gens ce qu'elle portait ! » à la fin de chaque couplet avant le refrain et « Restez là, nous vous en dirons plus », entendu après le premier refrain et avant le début du deuxième couplet.
Itsy Bitsy Teeny Weeny Yellow Polka Dot Bikini constitue un jalon dans l'évolution des mentalités. Si, en 1960, le port du bikini n'était plus guère objet de controverse en Europe, il en allait autrement aux États-Unis. En traitant la question sur un mode humoristique souriant dans un style très bubblegum pop, au surplus en faisant appel à un chanteur adolescent (Brian Hyland n'avait alors que seize ans), cette chanson a contribué à désamorcer les contestations et à rendre acceptable le bikini sur les plages américaines.

## Réception
La version de Hyland a été no 1 sur le Billboard Hot 100 le 8 août 1960 et est également entrée dans le top 10 d'autres pays comme sa huitième position sur le UK Singles Chart.

## Reprises et adaptations

### Adaptations françaises
André Salvet et Lucien Morisse écrivent pour Dalida une version française, intitulée Itsi bitsi, petit bikini. Le disque de Dalida sort en septembre 1960.
Une autre version (orthographiée Itsy bitsy, petit bikini), interprétée par Johnny Hallyday sort en octobre,. Cette concurrence n'est pas du goût de Lucien Morisse, compagnon de Dalida et directeur des programmes de la radio Europe n° 1, aussi, le 11 octobre, dans l'émission Le Discobole qu'il anime, Lucien Morisse casse en direct le disque de Johnny Hallyday en déclarant « c'est la dernière fois que vous l'entendez »,. 
En novembre, Richard Anthony s'ajoute à la concurrence, en faisant paraître sa version, bientôt rejoint par Dario Moreno.
Line Renaud, Katia Valère, Ginette Garcin, Alice Dona, Aimable (dans une version instrumentale), [...] (la liste n'est pas exhaustive), ont également enregistré Itsy bitsy petit bikini.
Malgré de nombreuses interprétations par des chanteurs différents, seule la version de Dalida parvint à atteindre la première place du classement du Hit-parade en France, mais aussi en Belgique et au Québec.

#### Discographies

##### Dalida
- 1960, Super 45 tours Barclay BCGE 28255 : Itsi bitsi, petit bikini, Bras dessus, bras dessous, O sole mio, Ni chaud, ni froid.
- 45 tours promotionnel Barclay 60.235[14] : Itsi bitsi, petit bikini, O sole mio.

Dalida sort également (pour le marché italien), une adaptation italienne du titre :
- 45 tours promotionnel Barclay J 30110x45[15] : Pezzettini di bikini, O sole mio.

##### Johnny Hallyday
- 11 octobre 1960, Super 45 tours Vogue EPL7800 : Itsy bitsy petit bikini, Depuis qu'ma môme, Le plus beau des jeux, Je veux me promener.
- 45 tours promotionnel Vogue 45775 : Itsy bitsy petit bikini, Depuis qu'ma môme.
- 31 octobre 1960, 33 tours 25cm Vogue Hello Johnny[16]

##### Richard Anthony
- novembre 1960, super 45 tours Columbia - Pathé-Marconi ESRF 1293[17] : Itsi-bitsi, petit bikini, Je suis fou de l’école, Roly-poly, Le p’tit clown de ton cœur
- 33 tours 25cm Columbia - Pathé-Marconi FS 1099[18].

#### Réceptions et classements

##### Single de Dalida
| Classement (1960-1961) | Meilleure position |
| ---------------------- | ------------------ |
| Belgique               | 1                  |
| France                 | 1                  |
| Québec                 | 1                  |
| Espagne                | 15                 |
| Italie                 | 16                 |

| Charte (2008) | Meilleure position |
| ------------- | ------------------ |
| France (SNEP) | 30                 |

## Au cinéma
- 2006 : Une grande année de Ridley Scott  (version Richard Anthony)
- 2012 : Au galop de Louis-Do de Lencquesaing (source : générique)